# Barney McKenna
Bernard Noël McKenna, známý též jako Banjo Barney (16. prosince 1939 – 5. dubna 2012) byl irský hudebník, hráč na banjo, mandolínu a melodeon. Od roku 1962 až do své smrti byl členem skupiny The Dubliners. Od roku 2008 byl posledním žijícím původním členem skupiny.